# Nueva Londres
Nueva Londres è un centro abitato del Paraguay, situato nel dipartimento di Caaguazú, di cui forma uno dei 21 distretti, a 134 km dalla capitale del paese, Asunción.

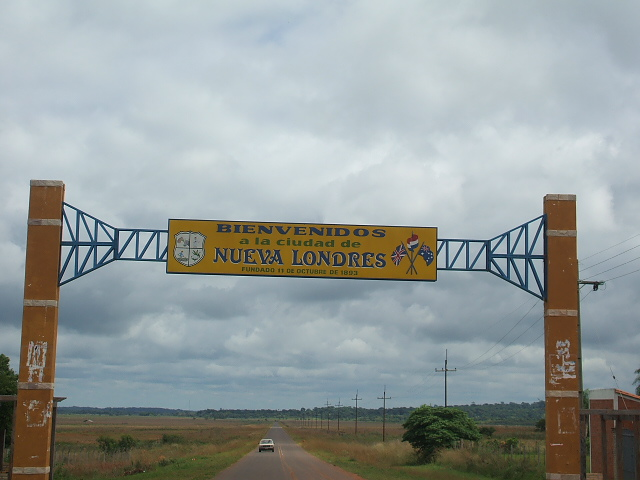
Ingresso a Nueva Londres

## Popolazione
Al censimento del 2002 la località contava una popolazione urbana di 718 abitanti (4.110 nell'intero distretto, il meno popolato del dipartimento).

## Storia
La storia di Nueva Londres non può prescindere da quella di William Lane, giornalista australiano che, influenzato dal socialismo utopico di Robert Owen, concepì alla fine del XIX secolo l'idea di creare un “eden” comunitario in un luogo isolato della Terra. L'idea ricevette un'ulteriore spinta in seguito alla repressione nel 1891 da parte delle autorità australiane di uno sciopero di 10.000 tosatori di pecore. Lane fondò una società, la New Australia Co-operative Settlement Association ed inviò tre suoi emissari in America Latina, Alfred Walker, Charles Leck e William Saunders, alla ricerca di un luogo dove installare la sua comunità utopica.
In quel periodo il Paraguay si trovava ancora dissanguato e impoverito dall'esito della disastrosa Guerra della triplice alleanza; la legge di immigrazione del 1881, una delle più liberali dell'epoca, si proponeva di fare affluire lavoratori nel paese offrendo loro una serie di vantaggi economici. Fu così che gli emissari di Lane stipularono il 4 marzo del 1893 un contratto con il presidente paraguaiano Juan Gualberto González, in base al quale la società australiana si riprometteva di portare nel paese 1.200 coloni per lavorare 230.000 ettari di terreno.
Alla fine arrivarono solo 500 australiani, che gettarono le basi per i centri abitati di Nueva Londres, della vicina Colonia Nueva Australia e in seguito della colonia chiamata Cosme nel dipartimento di Caazapá; l'impresa non prosperò e molti tornarono qualche anno dopo nella loro patria, mentre altri si integrarono nella storia e nella cultura del Paraguay.
La fondazione ufficiale della città avvenne nel 1954 ad opera di Ricardo Smith e Juan Kennedy, due discendenti dei primi coloni australiani.

## Economia
La principale attività produttiva della zona è l'allevamento.